# Струговский
Струговский — поселок в Омутнинском районе Кировской области. Входит в Шахровское сельское поселение.

## География
Находится у железнодорожной линии Яр-Верхнекамская на расстоянии примерно 15 километров на юг от города Омутнинск.

## История
Поселок появился в 1926 году как железнодорожная станция прокладываемой дороги Яр-Фосфоритная. В 1938 году 130 жителей. Был лагерь, в котором какое-то время содержались пленные финны и венгры, затем советские заключенные. В 1940—1955 годах — подчинялся лесному отделу Омутнинского завода, потом — самостоятельный Струговской леспромхоз. Потом производство было передано Омутнинскому леспромхозу (до 1962 г.), затем Белореченскому (до 1964 г.), Шахровскому (до 1970 г.), и наконец Залазнинскому леспромхозам. Во времена леспромхозов были пилорама, эстакада, железнодорожный тупик с погрузкой древесины в вагоны. В 1965 году — 1248 жителей, в 2001 году — 270. Имеется пруд.

## Население
Постоянное население составляло 228 человек (русские 68 %, удмурты 28 %) в 2002 году, 117 в 2010.